# Sønderborg
Sønderborg (en alemany Sonderburg) és una ciutat danesa del sud de la península de Jutlàndia i l'illa d'Als, és la capital del municipi de Sønderborg que forma part de la regió de Syddanmark, ambdós creats l'1 de gener del 2007 com a part d'una reforma territorial. La ciutat s'estén a les dues ribes de l'Als Sund, l'estret que separa l'illa d'Als de la península de Jutlàndia. La major part de la ciutat, inclosa la part antiga, és a Als.
Als afores de la ciutat hi ha el Dybbøl Mølle un molí de vent que és un símbol nacional, el molí va ser destruït durant la batalla que s'hi va produir en el marc de la Segona Guerra de Schleswig el 1864 i va ser reconstruït poc després. Un altre símbol de la ciutat és el Castell de Sønderborg situat al centre de la ciutat, a l'entrada de l'estret d'Als Sund.

## Història
Sønderborg és citada per primer cop a un document el 1256. El 1461 el rei Cristià I va confirmar els privilegis de la ciutat. Després de la seva deposició, el rei Cristià II va estar reclòs al castell de Sønderborg entre 1532 i 1549.
Abans de la Segona Guerra de Schleswig del 1864, Sønderborg pertanyia al Ducat de Schleswig, que era un feu danès. Amb la derrota danesa el ducats de Schleswig i Holstein van passar a Prússia i l'Imperi austríac respectivament, i després de la Guerra Austroprussiana que enfrontà les potències vencedores, els dos ducats van passar a mans de Prússia.
El 1920 als plebiscits de Schleswig que van retornar Nordslesvig a Dinamarca el 43,8% de la població de la ciutat de Sønderborg va votar per passar a Dinamarca mentre que el 56,2% va votar per romandre com a part d'Alemanya.